# ふうちょう座カッパ2星
ふうちょう座κ2星（ふうちょうざカッパ2せい）はふうちょう座にある6等級の恒星である。ガイア計画による年周視差の測定では地球から約700光年離れた距離にある。視等級は5.65等級であり、肉眼で観望見えるぎりぎりの明るさである。 
この星の分類はB7です。準巨星と巨星の中間段階にあると考えられている。伴星は、K0V型のスペクトル分類を持つK型主系列星とされている。